# 安潔兒·達克
安潔兒·達克（英語：Angel Dark，1982年4月18日—），是一名斯洛伐克成人女星與成人模特兒。在2002年進入成人業界，已拍攝超過180部影片。

## 生平
她曾在餐廳與咖啡廳擔任酒保。她在街上被一名成人業界化妝師詢問是否願意拍攝內衣照片。但達克發現拍攝的是情色片後十分驚訝並害怕，但很快的她就開始定期工作。

## 獎項
- 2005年巴塞隆納國際情色電影節－最佳新人－《Planet Silver #2》[3]
- 2011成人影帶新聞獎－年度外國女表演者[4]
- 2011年XBIZ獎提名－年度外國女表演者[5]

## 外部連結
- 官方網站 （页面存档备份，存于）